# Islam Dulatov
Islam Dulatov (* 2. August 1998 in Urus-Martan) ist ein Russisch-deutscher Mixed-Martial-Arts-Kämpfer, der aktuell im Weltergewicht antritt. Seit seinem Sieg bei der Dana White's Contender Series im Jahr 2024 kämpft er in der Ultimate Fighting Championship (UFC). Zuvor kämpfte er für diverse deutsche und europäische Organisationen und verzeichnete zehn Siege in Folge.

## Leben
Dulatov wurde in der kleinen Stadt Urus-Martan in Tschetschenien geboren. Er wuchs in einer großen Familie mit sechs Brüdern auf. Aufgrund des anhaltenden Krieges floh er mit seiner Familie im Jahr 2007 im Kindesalter aus Tschetschenien nach Deutschland. Anfangs hatten Dulatov und seine Brüder Schwierigkeiten, sich an ihre neue Umgebung zu gewöhnen, insbesondere in der Schule, wo die Sprachbarriere eine große Herausforderung darstellte. Der Sport und vor allem das Training in Mixed Martial Arts trugen jedoch entscheidend dazu bei, dass sie sich an die neue Umgebung anpassen konnten.
Nach einer Amateur-Bilanz von 4-1 startete Dulatov 2019 seine professionelle MMA-Karriere. Seinen ersten Profikampf im Oktagon bestritt er bei der German MMA Championship (GMC), wo er auch seine erste und einzige Profi-Niederlage hinnehmen musste. Es folgte eine Siegesserie, in der er jeden Kampf vorzeitig beendete. Dabei gewann er sowohl durch Schläge als auch durch Aufgabegriffe.
Nach einem K.o.-Sieg in der ersten Runde gegen den Brasilianer Vanilto Antunes in der achten Staffel der Dana White's Contender Series (DWCS) sicherte sich Dulatov einen Vertrag bei der Ultimate Fighting Championship (UFC). Im November 2024 wurde bekannt, dass sein Debüt zunächst auf der UFC Fight Night 250 während der Riyadh Season 2024 im Februar 2025 stattfinden sollte. Nach dieser Ankündigung wurde er jedoch im Dezember für die ebenfalls im Februar 2025 in Seattle stattfindende UFC Fight Night 252, mit Adam Fugitt im Weltergewicht gepaart. Dulatov musste verletzungsbedingt absagen und wurde durch Billy Goff ersetzt, der ursprünglich bei der eine Woche zuvor stattfindenden UFC Fight Night 251 gegen Nikolay Veretennikov antreten sollte. Aufgrund der Absage von Veretennikov fand dieser Kampf jedoch nicht statt.
Neben seiner Kampfsportkarriere ist Dulatov auch als Model für Luxusmarken wie Gucci und Versace tätig.

## MMA-Statistik

### Liste der Profikämpfe
| Ergebnis   | Rekord | Gegner              | Datum             | Veranstaltung                        | Methode                        | Runde | Zeit |
| ---------- | ------ | ------------------- | ----------------- | ------------------------------------ | ------------------------------ | ----- | ---- |
| Niederlage | 0-1    | Gjoni Palokaj       | 7. September 2019 | German MMA Championship (GMC)        | Punktentscheidung (einstimmig) | 3     | 5:00 |
| Sieg       | 1-1    | Kolja Predojevic    | 26. Oktober 2019  | National Fighting Championship (NFC) | Aufgabe (Rear-Naked Choke)     | 1     | 0:34 |
| Sieg       | 2-1    | Vladan Maksic       | 29. Februar 2020  | Elite MMA Championship (EMC)         | Aufgabe (Rear-Naked Choke)     | 1     | 0:53 |
| Sieg       | 3-1    | Laith Najjar        | 20. März 2021     | German MMA Championship (GMC)        | TKO (Schläge)                  | 1     | 0:44 |
| Sieg       | 4-1    | Ibrahim Celik       | 22. Mai 2021      | German MMA Championship (GMC)        | TKO (Schläge)                  | 1     | -    |
| Sieg       | 5-1    | Giorgi Kankava      | 19. Juni 2021     | German MMA Championship (GMC)        | TKO (Schläge)                  | 2     | -    |
| Sieg       | 6-1    | Michael Rirsch      | 2. April 2022     | National Fighting Championship (NFC) | Aufgabe (D'arce Choke)         | 1     | 0:46 |
| Sieg       | 7-1    | Kleverson Sampaio   | 6. August 2022    | BRAVE Combat Federation              | TKO (Schläge)                  | 1     | 2:48 |
| Sieg       | 8-1    | Patrick Spirk       | 11. März 2023     | Sparta Championship Fighting         | Aufgabe (Arm Triangle Choke)   | 1     | 0:48 |
| Sieg       | 9-1    | Will Chope          | 7. Oktober 2023   | Sparta Championship Fighting         | Aufgabe (Guillotine Choke)     | 1     | 2:00 |
| Sieg       | 10-1   | Ioannis Palaiologos | 10. Februar 2024  | Oktagon MMA                          | TKO (Knie zum Körper)          | 1     | 4:59 |
| Sieg       | 11-1   | Vanilto Antunes     | 8. Oktober 2024   | Dana White's Contender Series        | TKO (Ellenbogen)               | 1     | 2:44 |
| Sieg       | 12-1   | Adam Fugitt         | 20. Juli 2025     | UFC 318                              | KO (Schläge)                   | 1     | 4:06 |